# Zhenziling Shuiku
Zhenziling Shuiku (kinesiska: 榛子岭水库) är en reservoar i Kina. Den ligger i provinsen Liaoning, i den nordöstra delen av landet, omkring 79 kilometer nordost om provinshuvudstaden Shenyang. Zhenziling Shuiku ligger 185 meter över havet. Arean är 5,2 kvadratkilometer. Omgivningarna runt Zhenziling Shuiku är en mosaik av jordbruksmark och naturlig växtlighet. Den sträcker sig 6,5 kilometer i nord-sydlig riktning, och 4,3 kilometer i öst-västlig riktning.
Genomsnittlig årsnederbörd är 1 058 millimeter. Den regnigaste månaden är augusti, med i genomsnitt 248 mm nederbörd, och den torraste är januari, med 9 mm nederbörd.